# يغموش برازيلي
يغموش برازيلي (الاسم العلمي:Amblyomma brasiliense) هو نوع من الحيوانات يتبع جنس اليغموش من فصيلة اللبوديات الصلبة.